# Hiromi Gō
Hiromi Gō (郷ひろみ, Gō Hiromi), de son vrai nom Hiromi Haratake (原武 裕美, Haratake Hiromi), né le 18 octobre 1955, à Sue dans la préfecture de Fukuoka au Japon, est un chanteur et acteur japonais, membre de Sony Music Japon.

## Filmographie partielle
- 1984 : Les Enfants de Mac Arthur (瀬戸内少年野球団, Setouchi shōnen yakyūdan?) de Masahiro Shinoda
- 1986 : Gonza le lancier (鑓の権三, Yari no Gonza?) de Masahiro Shinoda : Gonza Sasano